# Pseudampharete mexicana
Pseudampharete mexicana är en ringmaskart som först beskrevs av Fauchald 1972.  Pseudampharete mexicana ingår i släktet Pseudampharete och familjen Ampharetidae. Inga underarter finns listade i Catalogue of Life.